# ミミズク (昆虫)
ミミズク（耳蝉、Ledra auditura）は、カメムシ目ミミズク科に分類される昆虫類。
形状から判るように、系統的にはツノゼミ科や、アワフキムシ類に近く、これらの昆虫と同様に、手を伸ばして捕獲しようとすると、跳躍して逃げる習性がある。

## 分布
日本（北海道(南部)、本州、四国、九州、南西諸島）、朝鮮半島、台湾、中国大陸

## 形態
体長1.4-1.8cm。オスよりもメスの方が大型になる。前胸に左右に1つずつ突起があり、この突起がフクロウ科の一部構成種にある耳介状の羽毛（羽角）のように見える事が和名の由来。
幼虫は扁平。メスは前胸の突起がより大型で前方に突出する。

## 生態
森林などに生息する。出現時期は7-8月。夜間にも活動し、街灯に飛来することもある。
食性は植物食で、植物（クヌギ、ミズナラ、リンゴなど）に寄生し吸汁する。